# Экологический класс автомобиля
Экологический класс автомобиля определяется соответствием стандарту по выбросу вредных веществ в выхлопных газах этого автомобиля (также связан с использованием определенных автомобильных бензинов и дизельного топлива).
В Китае с июля 2023 действуют нормы «China 6b».
|          |                 |      | CO   | HC   | NMHC | HC & NOx | NOx | PM  |
| -------- | --------------- | ---- | ---- | ---- | ---- | -------- | --- | --- |
| China 4  | Бензин          | 2010 | 1000 | 100  | —    |          | 80  | —   |
| China 4  | дизель          | 2010 | 500  |      |      | 300      | 250 | 25  |
| China 5  | Бензин          | 2013 | 1000 | 1000 | 68   |          | 60  | 45  |
| China 5  | дизель          | 2013 | 500  |      |      | 230      | 180 | 45  |
|          |                 |      | CO   | HC   | NMHC | NOx      | N2O | PM  |
| China 6a | Бензин и дизель | 2020 | 700  | 100  | 68   | 60       | 20  | 4,5 |
| China 6b | Бензин и дизель | 2023 | 500  | 50   | 35   | 35       | 20  | 3   |

В Европе  (см. European emission standards):
- Евро-0 (с 1988 г.)
- Евро-1
- Евро-2
- Евро-3,
- Евро-4,
- Евро-5.
- Евро-6

В США (см. United States vehicle emission standards):
- TLEV — переходное малоэмиссионное транспортное средство (наименее строгий стандарт выбросов в Калифорнии), с 2004 года TLEV прекращен
- LEV — низкоэмиссионный автомобиль (все новые автомобили, проданные в Калифорнии, начиная с 2004 года, должны иметь хотя бы LEV или лучший рейтинг выбросов)
- ULEV — сверхнизкие выбросы (на 50 % чище, чем средний автомобиль нового модельного года)
- SULEV — суперсверхнизкая эмиссия  (на 90 % чище, чем средний автомобиль нового модельного года)
- PZEV  — транспортное средство частичным нулевым выбросом; тот стандарт применим к гибридным автомобилям.
- AT PZEV ("продвинутые технологии" PZEVs) — соответствуют требованиям PZEV и имеют дополнительные характеристики типа ZEV. Применяется к автомобилям, работающим на природном газе газа или гибридным автомобилем с выбросами бензиновых двигателей, которые соответствуют стандартам PZEV, будет AT PZEV.
- ZEV (Zero Emission Vehicles) — имеют нулевую выхлопную эмиссию. К ним относятся электромобили  и транспортные средства на водородных топливных элементах.